# 海軍作戦司令部 (韓国海軍)
海軍作戦司令部（かいぐんさくせんしれいぶ、韓国語：해군작전사령부、英語：ROK Fleet Command）は、大韓民国海軍の実働部隊を統括する司令部で、1952年8月に編成された。司令部は釜山海軍作戦基地に所在する。日本における自衛艦隊に相当。

## 歴史
朝鮮戦争中の1952年8月に鎮海にて新編される。これ以降、ベトナム戦争での海上輸送作戦や北朝鮮工作船や潜水艦の拿捕、黄海上での海戦など数々の軍事作戦を指揮する。
2007年12月1日に鎭海から釜山に移転した。これに合わせ第3艦隊司令部は11月末までに木浦に移転され木浦海域防御司令部は解体され海軍作戦司令部に統合された。

## 部隊編制
- 第1艦隊（司令部：東海市）
- 第2艦隊（司令部：平沢市）
- 第3艦隊（司令部：木浦市）
- 第5部隊戦団
- 第6航空戦団
- 第7機動戦団
- 潜水艦司令部
- 海兵隊司令部
- 海軍教育司令部
- 海軍軍需司令部
- 海軍士官学校
- 鎮海基地司令部
- 人事団
- 操艦団
- 戦闘発展団
- 中央経理団
- 試行師団